# Antonio Maria Zaccaria
Antonio Maria Zaccaria   (Cremona, 1502 - Cremona, 5 de juliol de 1539) va ser un prevere italià, fundador de l'orde dels Clergues Regulars de Sant Pau. Va ser canonitzat i és venerat com a sant per l'Església Catòlica.

## Vida
Antonio havia nascut a Cremona, llavors part del Ducat de Milà. A dos anys, perdé el pare i va ser criat per sa mare. De ben jove, va decidir tot sol prendre el vot de castedat. Va estudiar filosofia a la Universitat de Pavia, i, en 1520, medicina a la de Pàdua. Va acabar els estudis en 1524 i va exercir com a metge a Cremona durant tres anys.
En 1527, va començar a estudiar per a sacerdot i, com que ja havia estat preparat prèviament, va ordenar-se en 1528. Va treballar a hospitals i institucions per a pobres necessitats durant dos anys i va ser conseller espiritual de la comtessa Ludovica Torelli de Guastalla des de 1530. Per això, va marxar cap a Milà, quan la comtessa hi anà.
Mentrestant, havia meditat sobre la conveniència de fundar ordes que milloressin la formació i la vocació dels clergues i els religiosos i ajudessin a la reforma de la societat en general. Així, va plantejar la fundació de tres ordes: un de masculí (els Clergues Regulars de Sant Pau o Barnabites); un de femení de germanes que no visquessin en clausura (les Germanes Angèliques de Sant Pau, i una congregació laica per a persones casades (laics de Sant Pau, anomenats primer Casats de Sant Pau). Els tres ordes havien de tenir contactes i reunir-se periòdicament i dedicar-se a diverses formes d'activitats apostòliques.
A més, tenien una especial devoció pels ensenyaments de Sant Pau, que va ser el primer patró de l'orde, a més de la devoció per l'Eucaristia i Crist crucificat. El fet que l'orde critiqués els abusos de la jerarquia catòlica del moment va fer que Zaccaria guanyés aviat enemics i que el fundador fos investigat dos cops per heretgia, en 1534 i 1537, sense que fos condemnat. En 1536 fundar la segona casa de l'orde a Vicenza.
A Vicenza, va fer popular entre els laics la devoció de les Quaranta Hores i va revifar el costum de picar les campanes a les tres de la tarda, en memòria de la Crucifixió. Va deixar pocs escrits: dotze cartes, sis sermons i les constitucions dels barnabites.
Mentre era a Guastalla, en 1539, va caure malalt. Veient que moriria, es feu portar a Cremona, on va morir, a la mateixa casa on havia nascut i acompanyat de sa mare, el 5 de juliol de 1539, a 37 anys.

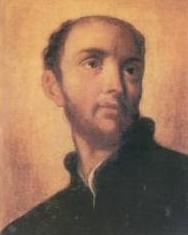
Retrat del sant
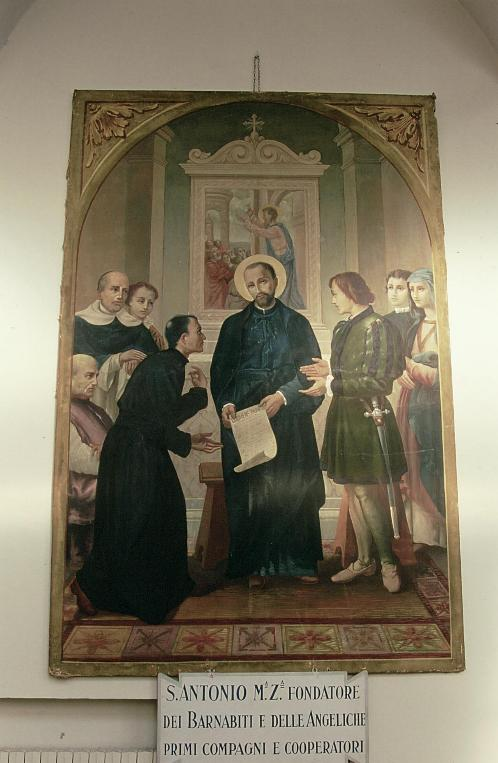
El sant i els seus primers companys amb la regla aprovada, pintura anònima a Cremona
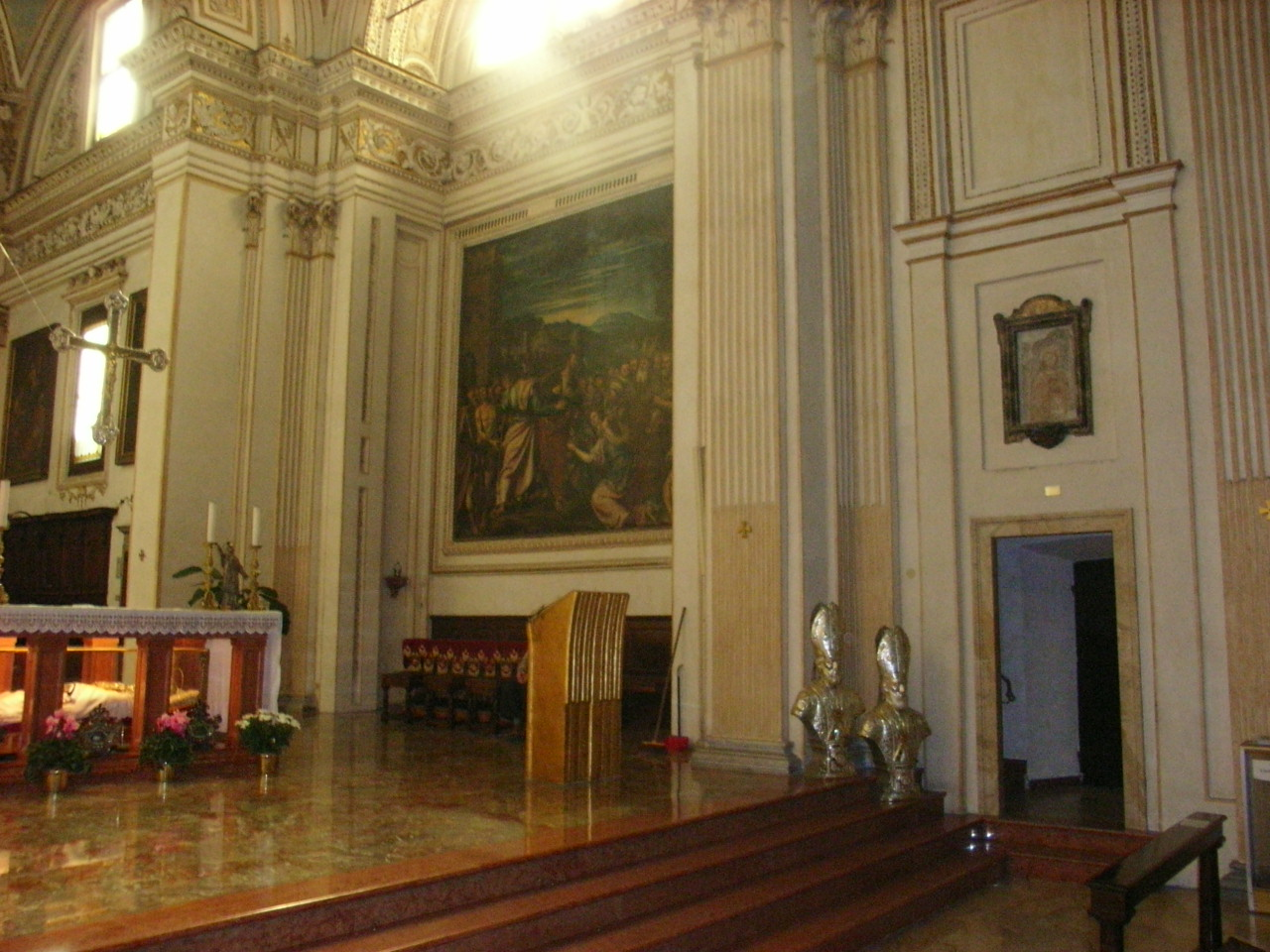
SS. Barnaba e Paolo (Milà), casa mare dels barnabites i lloc d'enterrament del sant: sota l'altar se'n veu el cos
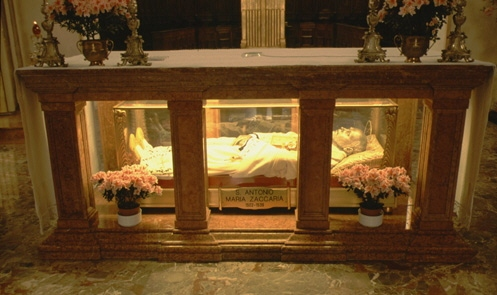
Cos incorrupte del sant, a San Barnaba de Milà

## Veneració
Va ser sebollit al convent de les Angèliques de Sant Pau, branca femenina de l'orde que havia fundat, a Milà. 27 anys després, el seu cos va ser trobat incorrupte. El 1891, el seu cos va ser traslladat a la casa mare dels barnabites, l'església de San Barnaba e San Paolo de Milà. Des de la seva mort, va ser venerat com a sant, però en 1634, el papa va suspendre aquest culte. No va tornar a ser confirmat fins a la beatificació del sant, el 3 de gener de 1890, per Lleó XIII. El mateix papa va proclamar-lo sant el 27 de maig de 1897. Se'n celebra la festa el 5 de juliol, aniversari de la seva mort.